# 11月3日
11月3日是阳历一年中的第307天（闰年第308天），离全年的结束还有58天。

## 大事记

### 19世纪以前
- 361年：君士坦丁王朝罗马皇帝君士坦提烏斯二世于奇里乞亚死于发烧后，由其孫子尤利安二世继承帝位。
- 644年：在穆罕默德逝世后接替成为第二任哈里发的遭到波斯奴隶刺杀身亡。
- 1385年：明朝皇帝朱元璋发布《大诰三编》中的初编。第二编《大诰》发布于1386年12月。第三编则问世于1387年初。[1]
- 1468年：勃艮第公爵大膽查理的部队洗劫列日。
- 1493年：哥伦布第二次远航到达并命名多米尼加（西班牙语意为“星期日”）。
- 1534年：英国议会将英国教会自教宗管辖下移至国王管辖下，开创了基督教新的分支普世圣公宗。
- 1783年：美国大陆军解散。
- 1793年：在法国大革命期间，女权主义者、剧作家奥兰普·德古热被雅各宾派送上断头台处死。

### 19世紀
- 1817年：加拿大历史最悠久的银行蒙特利尔银行在蒙特利尔开始营业。
- 1839年：清朝水师提督关天培率军在广州虎门口外穿鼻洋于英军交战后被击败，史称“穿鼻之战”。
- 1848年：荷兰首相托尔贝克宣布一个新宪法的草案，以限制国王的权力，并赋予国会。
- 1869年：安庆教案发生，当地府试考生砸毁两座英法教堂。
- 1898年：法紹達事件以法國軍隊在法紹達（今南蘇丹）與英國軍隊僵持數月後撤出而告終。

### 20世紀
- 1903年：巴拿馬州（英语：Panama State）宣布自大哥倫比亞共和國独立為巴拿馬共和國。
- 1908年：威廉·霍华德·塔夫脱当选第27任美国总统。
- 1911年：清政府颁布宪法重大信条十九条。
- 1918年：為反抗第19號作戰令駐紮於基爾的公海艦隊爆發水兵兵變，進而擴散為遍及德意志帝國反霍亨索倫王朝的十一月革命。
- 1929年：朝鲜光州學生事件（朝鲜语：광주 학생 항일 운동）爆发。
- 1935年：中共中央在陕北成立中华苏维埃共和国西北革命军事委员会，是实际上的中共中央军事委员会。
- 1935年：有將近98%民眾在希臘舉行的公民投票中，贊成恢復喬治二世的希臘人的國王王位。
- 1936年：富兰克林·德拉诺·罗斯福首次连任美国总统。
- 1938年：日本政府发表第二次近衛聲明。
- 1944年：斯洛伐克民族起义的两名领袖被纳粹德国特种部队捕获。
- 1946年：日本天皇公佈新憲法《和平宪法》。
- 1948年：美国《芝加哥论坛报》提前用“杜威击败杜鲁门”做为头版的标题新闻，但在稍后公布的总统选举结果中，却是哈利·S·杜鲁门击败托马斯·杜威。
- 1949年：登步島戰役爆發。
- 1954年：日本東寶公司的特攝電影《哥吉拉》首映，為哥吉拉怪獸系列電影的第一部作品。
- 1957年：蘇聯太空犬萊卡搭乘人造衛星史潑尼克2號進入太空，為第一隻到達地球軌道的動物。
- 1957年：新加坡工人党正式成立。
- 1961年：亞歷山大·赫維茲发现了第19和20个梅森素数。
- 1964年：蓝田猿人头盖骨发现。
- 1964年：1964年美国总统选举；共和党巴里·戈德华特输给了民主党林登·约翰逊。
- 1971年：美國電腦科學家丹尼斯·里奇和肯·湯普遜為UNIX編寫的《程式設計師手冊》首次出版。
- 1973年：美国国家航空航天局向水星发射水手10號，首个探索水星的空间探测器。
- 1975年：香港地下鐵路正式開工興建，經過四年的工程，第一期工程觀塘至石硤尾段於1979年10月1日通車。
- 1978年：多米尼加联邦独立。
- 1986年：美国国会通过自由联合协定，给予密克罗尼西亚和馬紹爾群島独立地位。
- 1992年：1992年美国总统选举；美國民主黨代表克林頓擊敗爭取連任的共和黨老布殊當選美國總統。

### 21世紀
- 2003年：中國湖南省衡阳市衡州大廈大火，20位武警消防官兵殉職。
- 2007年：巴基斯坦總統佩爾韋茲·穆沙拉夫頒佈全國緊急狀態令，中止憲法並且實行臨時憲法令。
- 2007年：台灣樂團蘇打綠成為第一個在臺北小巨蛋開演唱会的獨立音樂藝人。
- 2011年：北京时间凌晨01:43，神舟八号飞船与天宫一号首次对接成功，中国成为继美国和俄罗斯之后，世界上第三个掌握完整的太空对接技术的国家。
- 2014年：於世界貿易中心六號大樓原址重建的世界貿易中心一號大樓向公众开放，顶替在九一一被摧毁的北塔（英语：List of tenants in One World Trade Center）。
- 2016年：北京时间晚上20:43，中國第一款重型運載火箭長征五號在海南文昌航天發射場成功發射。
- 2020年：2020年美国总统选举；美國民主黨代表拜登擊敗爭取連任的共和黨特朗普當選美國總統。

## 出生
- 39年：盧坎，羅馬史詩《法沙利亞》作者（65年逝世）
- 1500年：本韦努托·切利尼，義大利文藝復興時期金匠、畫家、雕塑家、戰士和音樂家（1571年逝世）
- 1560年：安尼巴莱·卡拉奇，意大利畫家（1609年逝世）
- 1587年：萨缪尔·沙伊特，德國作曲家、管風琴家（1654年逝世）
- 1604年：奥斯曼二世，奧斯曼帝國蘇丹（1622年逝世）
- 1618年：奥朗则布，第六任皇帝（1707年逝世）
- 1659年：張禧嬪，朝鲜王朝妃嬪（1701年逝世）
- 1718年：約翰·孟塔古，英國政治家，據傳為三明治發明人（1792年逝世）
- 1749年：丹尼爾·盧瑟福，蘇格蘭化學家，氮氣的發現者之一（1819年逝世）
- 1793年：史蒂芬·F·奧斯丁，美國18世紀開拓者，被稱為「德克薩斯之父」（1836年逝世）
- 1801年：温琴佐·貝利尼，義大利歌劇作曲家（1835年逝世）
- 1816年：具伯·爾利，美國南北戰爭期間邦聯將領（1894年逝世）
- 1821年：馬新貽，清朝政治人物，官至兩江總督（1870年逝世）
- 1839年：波馬雷五世，大溪地國王（1891年逝世）
- 1848年：法蘭西斯·戴維斯·米萊特，美國學術古典畫家、雕塑家、作家，鐵達尼號罹難者（1912年逝世）
- 1852年：明治天皇，日本第122代天皇（1912年逝世）
- 1865年：松本亦太郎，日本心理學家（1943年逝世）
- 1867年：馬丁·威爾海姆·庫塔，德國數學家（1944年逝世）
- 1893年：愛德華·阿德爾伯特·多伊西，美國生物化學家，1943年諾貝爾生理學或醫學獎得主（1986年逝世）
- 1900年：阿道夫·達斯勒，德國服装公司阿迪達斯的創始人（1978年逝世）
- 1901年：安德烈·馬爾羅，法國戴高樂時代法國文化部長（1976年逝世）
- 1901年：利奥波德三世，比利時國王（1983年逝世）
- 1903年：沃克·埃文斯，美國攝影師、攝影記者（1975年逝世）
- 1906年：普利特维拉·卡浦爾，印度演員（1972年逝世）
- 1908年：吳作人，中國畫家（1997年逝世）
- 1908年：姜貴，臺灣小說作家（1980年逝世）
- 1912年：阿尔弗雷多·斯特罗斯纳，巴拉圭總統、軍事獨裁者（2006年逝世）
- 1917年：鍾士元，香港政治家（2018年逝世）
- 1921年：，美國動作片演員，獲1976年金球獎「全球最受歡迎的藝人」獎（2003年逝世）
- 1923年：埃莉·尤娜拉，印尼女演員、監製（1992年逝世）
- 1924年：山崎豐子，日本作家、小說家（2013年逝世）
- 1926年：瓦尔达斯·阿达姆库斯，立陶宛政治人物，前任立陶宛總統
- 1928年：手塚治虫，日本漫畫家、動畫家、醫生，現代日本動畫的創立者之一（1989年逝世）
- 1928年：尼克·何倫亞克，美國物理學家（2022年逝世）
- 1930年：關勉，日本業餘天文學家，以「彗星獵人」聞名
- 1930年：洛伊丝·史密斯，美國女演員
- 1931年：延亨默，朝鮮政務院總理（2005年逝世）
- 1931年：傅鉄山，中國主教（2007年逝世）
- 1931年：莫妮卡·維蒂，義大利女演員（2022年逝世）
- 1933年：，英國電影演員（1995年逝世）
- 1933年：约翰·巴瑞，英國作曲家（2011年逝世）
- 1933年：阿马蒂亚·库马尔·森，印度經濟學家，1998年諾貝爾經濟學獎得主
- 1935年：森徹，日本棒球選手（2014年逝世）
- 1936年：齊藤隆夫，日本漫畫家，代表作品《骷髏13》（2021年逝世）
- 1936年：羅伊·愛默生，澳洲網球名宿，全滿貫選手
- 1938年：小林旭，日本演員、歌手
- 1945年：二月河，中國作家（2018年逝世）
- 1945年：盖德·穆勒，德國足球運動員（2021年逝世）
- 1946年：竹下亘，日本政治家（2021年逝世）
- 1946年：游龍輝，臺灣漫畫家
- 1947年：廣野慶子，日裔美國政治人物，現任夏威夷州聯邦參議員
- 1948年：柄本明，日本男演員
- 1948年：河村隆之，日本政治人物，現任名古屋市長
- 1949年：藤村修，日本內閣第80代官房長官
- 1949年：安娜·溫特，英裔美國《時尚》雜誌主編
- 1949年：拉里·霍姆斯，美國男子拳擊運動員，前世界重量級拳擊冠軍
- 1950年：詹姆斯·羅斯曼，美國生物學家、醫學家，2013年諾貝爾生理學或醫學獎得主
- 1950年：劉順達，前中華民國外交部外交官、作者、翻譯家，韓國華僑出身
- 1952年：何大一，台灣裔美國科學家，愛滋病雞尾酒療法發明人
- 1952年：羅珊·巴爾，美國女演員、作家、電視製片人、導演
- 1953年：凯特·卡普肖，美國演員
- 1954年：林青霞，台灣電影演員
- 1955年：寇振海，台灣演員
- 1955年：堤幸彥，日本電影導演
- 1956年：蓋瑞·羅斯，美國編劇、導演、監製
- 1957年：道夫·龍格爾，瑞典演員、導演、武術家
- 1958年：大多亮，日本電視製作人、電影製片
- 1962年：加布·紐維爾，美國維爾福軟體公司管理指導、創立者
- 1962年：，英國政治人物，前任英國內政大臣，英國史上首位女性內政大臣
- 1962年：安蒂·林內，芬蘭政治人物，第45任芬蘭總理
- 1963年：伊恩·胡禮，英格蘭足球運動員
- 1963年：戴維斯·古根漢，美國電影導演、製片人
- 1965年：許方輝，香港新聞從業員、無綫電視新聞部總採訪主任
- 1967年：張小嫻，香港小說作家
- 1969年：彼得里·奧爾波，芬蘭政治人物
- 1971年：乌奈·埃梅里，西班牙足球教練
- 1971年：德怀特·約克，千里達及托巴哥足球運動員
- 1974年：高口幸子，日本女性聲優、演員
- 1975年：保剑鋒，中國演員
- 1976年：鍾麗淇，香港女演員
- 1976年：青山桐子，日本女性聲優
- 1976年：傑克·島袋，日裔美國烏克麗麗演奏家
- 1977年：喻恩泰，中國演員
- 1977年：阿麗雅·喬瓦尼，美國色情女演員、模特兒
- 1978年：范逸臣，台灣男歌手、演員
- 1978年：陳泓宇，新加坡男演員
- 1981年：錢君仲，台灣藝人
- 1982年：黃旭東，中國著名电電竞解說
- 1982年：橫山克，日本作曲家、編曲家
- 1982年：叶甫根尼·普鲁申科，俄羅斯男子花式滑冰選手
- 1983年：黃卓慧，香港女演員
- 1984年：錦戶亮，日本歌手、演員，團體關西傑尼斯8前成員
- 1986年：賴聖恩，台灣男歌手
- 1986年：許永生，韓國男子偶像團體SS501成員
- 1987年：吉瑪·沃德，澳洲超級名模、演員
- 1988年：SORARU，日本nico創作歌手
- 1990年：武藝，香港男藝人
- 1990年：伊戈爾·萬特克，德國男子柔道運動員
- 1993年：李民赫，韓國男子偶像團體MONSTA X成員
- 1995年：Ren，韓國男子偶像團體NU'EST成員
- 1995年：坎達兒·珍娜，美國模特兒、電視主持人
- 1997年：北村匠海，日本男歌手、演員，DISH//成員
- 1998年：雅各布·麥多克斯，英格蘭職業足球運動員
- 1999年：清水達也，日本職業棒球運動員
- 2001年：佐佐木朗希，日本職業棒球運動員
- 生年不詳：成瀨誠，日本男性聲優

## 逝世
- 361年：君士坦提烏斯二世，罗马帝国皇帝（317年出生）
- 644年：欧麦尔·本·赫塔卜，伊斯兰教第二代哈里发（584年出生）
- 775年：吉備真備，日本奈良時代學者、政治人物（695年出生）
- 1254年：约翰三世，东罗马帝国皇帝（1193年出生）
- 1324年：彼得羅妮拉·德·米斯，爱尔兰首位被處死的女巫嫌疑人（1300年出生）
- 1428年：托馬斯·蒙塔居，英格兰将领（1388年出生）
- 1584年：嘉祿·鮑榮茂，意大利枢机（1538年出生）
- 1600年：理查德·胡克，英格兰神学家（1554年出生）
- 1784年：費利佩·德·內韋，西班牙殖民官員（1724年出生）
- 1793年：奥兰普·德古热，法国女权主义者（1748年出生）
- 1914年：格奥尔格·特拉克尔，奥地利诗人（1887年出生）
- 1917年：萊昂·布盧瓦，法国作家（1846年出生）
- 1918年：亞歷山大·李亞普諾夫，俄罗斯数学家、物理学家（1857年出生）
- 1919年：寺内正毅，日本政治人物，第18任内阁总理大臣（1852年出生）
- 1926年：安妮·奧克利，美国西部女神槍手（1860年出生）
- 1933年：弗里茨·匡特，德國畫家、圖形藝術家、設計師（1888年出生）
- 1937年：列斯·庫爾巴斯，烏克蘭戲劇與電影導演（1887年出生）
- 1949年：所罗门·古根海姆，美国艺术收藏家（1861年出生）
- 1950年：小磯國昭，日本陸軍上將、政治人物，第41任內閣總理大臣（1880年出生）
- 1954年：亨利·马蒂斯，法国画家、雕塑家、版画家，野兽派创始人，现代美术巨匠（1869年出生）
- 1954年：陈济棠，粤系军阀代表（1890年出生）
- 1987年：梁实秋，中国现代作家（1902年出生）
- 1989年：朱复戡，中國金石书画大师（1900年出生）
- 1991年：何紫，香港著名兒童文學作家（1938年出生）
- 1993年：李昂·特雷門，俄羅斯發明家（1896年出生）
- 1996年：讓-巴都·卜卡薩，中非軍人、政治人物，中非帝國皇帝（1921年出生）
- 2003年：李凌，中国音乐家（1913年出生）
- 2006年：保羅·莫里哀，法國輕音樂大師（1925年出生）
- 2011年：布魯諾·魯貝奧，義大利美術指導（1946年出生）
- 2022年：王濤，中國男子足球運動員（1970年出生）
- 2024年：昆西·瓊斯，美國唱片製作人（1933年出生）
- 2024年：鄭明仁，香港傳媒工作者（1954年出生）

## 节假日和习俗
- 阿联酋：国旗日
- 多米尼克：獨立日
- ：昆卡独立日
- 密克羅尼西亞聯邦：独立日
- 日本：文化之日
- 馬爾地夫：胜利日
- 巴拿马：獨立日
- 东帝汶：母亲节